# 매니퓰레이터

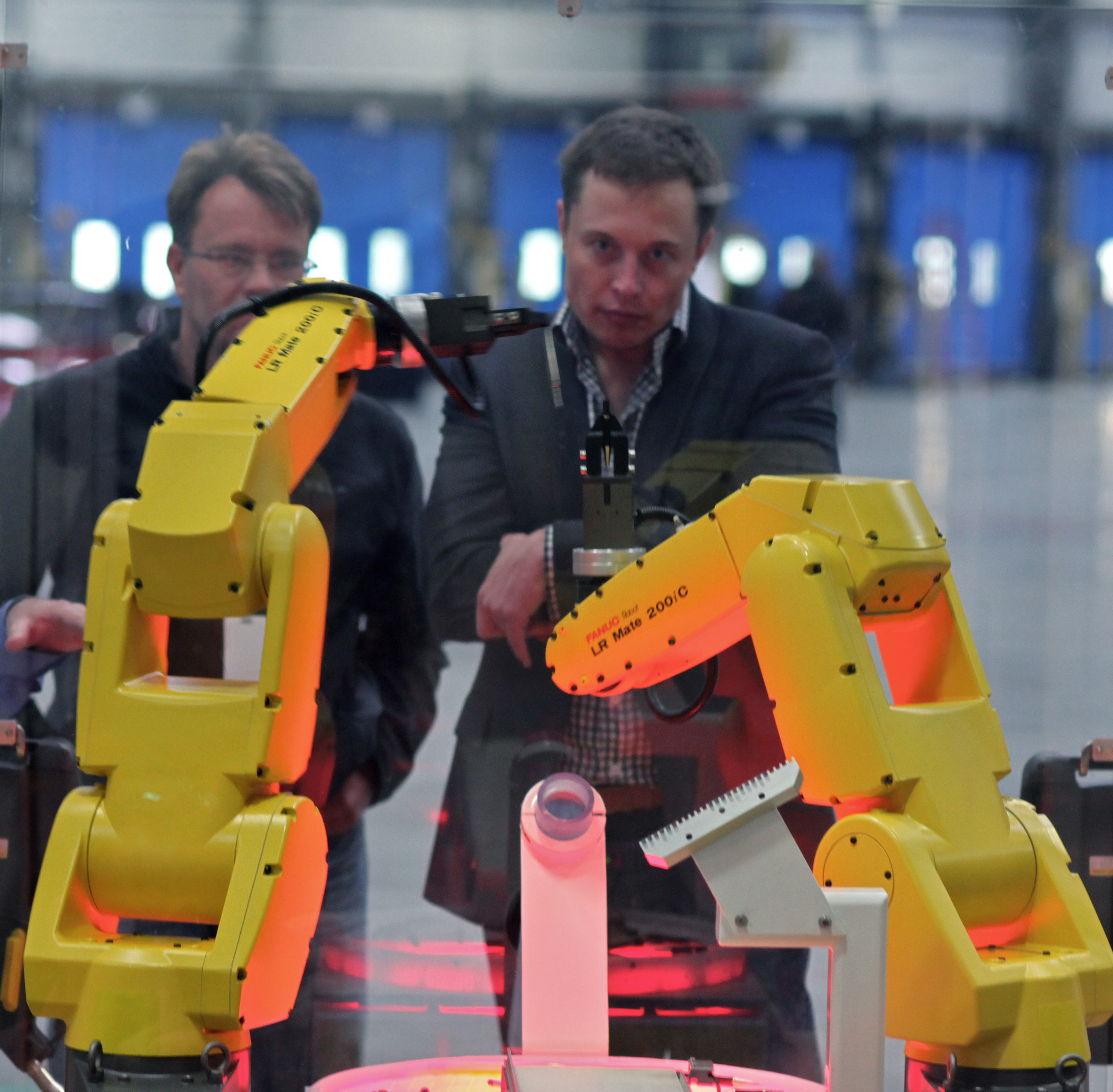

매니퓰레이터(영어: manipulator)는 다의어이며, 여러 분야에서 전혀 다른 의미로 사용된다. 본 문서에서는 공학에서의 단어 뜻과 거기에서 파생된 단어 뜻, 음악에서의 단어 뜻, 심리학에서의 단어 뜻에 대해 서술한다.

## 같이 보기
- 로봇공학
- RX-78-2 건담